# ニカラグア人の一覧
ニカラグア人の一覧
この項目では、ニカラグア共和国の特筆されるべき出身者を列挙する。

## エンターテイメント

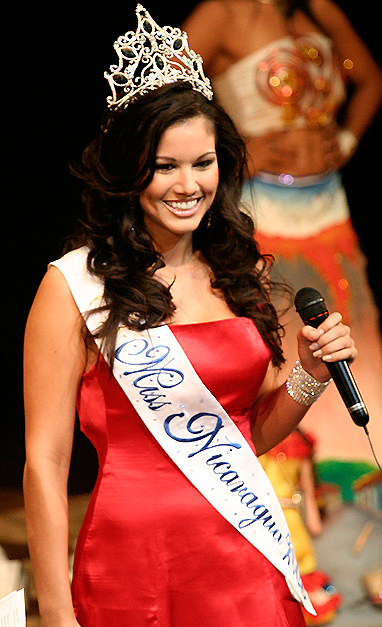
クリスティーナ・フリクシオーネ、ミス・ニカラグア2006

- ペドロ・ミゲル・アルセ （1976）-俳優
- ダビッド・ビダ （1982）- シンガーソングライター
- マウリセ・ベナルド （1963）- 俳優
- バルバラ・カレーラ （1951）- 映画、テレビ女優
- オスワルド・カスティージョ - 俳優
- エドワルド・オ
- ジェイド・ジャガー （1971） - モデル
- リリアン・モリエリ  - 女優
- マリ・ラモス-  CNNの気象レポーター
- ガブリエル・トラベルサリ- 俳優、ディレクター、作家、歌手、ソングイター、画家

### モデル
- マルシア・カルデラ （1941）- 1960
- シオマラ・ブランディーノ （1984）- ミス・ニカラグア2007、モデル
- クリスティーナ・フリクシオーネ （1984）- ミス・ニカラグア2006、モデル
- タティアナ・ピラルテ
- ツェルマ・ロドリゲス- ミス・ニカラグア2008

## 実業家
- ホセ・フランシスコ・カルデナル （1940）- ビジネスマン
- ミカエル・コルドゥア （1961）- レストラン経営者、起業家、ビジネスマン
- カルロス・レイナルド・ラカージョ- ビジネスマン
- アルフォンソ・ロベーロ （1939）- ビジネスマン、政治家、駐コスタリカ大使を務めた外交官
- ロベルト・サンソン （1937）- 建築家

## 音楽
- リャ・バリオス- 歌手、女優
- カティア・カルデナル- 歌手/ソングライター
- ディメンシオン・コステーニャ- ミュージシャン
- ルイス・エンリケ (歌手) （1962）- サルサ歌手、作曲家
- カルロス・メヒア・ゴドイ （1943）- ミュージシャン、作曲家、歌手
- T-Bone- ラッパー
- トニー・メレンデス （1962）-ギタリスト、歌手、腕無しに生まれたクリスティアン・ロックのソングライター
- トロンボロ （1985）- レゲトンとヒップホップの歌手
- J・スムース- バイリンガルのヒップホップとレゲトンの歌手
- ホセ・アレアス- パーカショニスト、元サンタナ (バンド)のドラマー
- エルウィン・クルーヘル （1915-1973）- 歌手、ニカラグアの民衆詩人
- ダビッド・ビダ （1982）- 歌手/ソングライター
- ドナルド・ベガ- ジャズミュージシャン、作曲家
- エルナルド・スニーガ （1955）- 歌手、作曲家

DJs
- DJ Craze- 三度連続で世界DMCチャンピオンに輝いた唯一のDJ

## 政治家、軍人
- レイナルド・アグアード・モンテアレグレ- 国際人権協会ニカラグア支部の議長
- アルノルド・アレマン （1946）- 元ニカラグア大統領（1997-2002）
- レオナルド・アルゲージョ・バレート （1895-1947）- 元ニカラグア大統領 （1947）
- フェルナンド・アグエロ （1920）- 政治家
- フアン・バウティスタ・サカサ （1874-1946） - 元ニカラグア大統領（1933-1936）
- クラウディア・ベルムデス-
- エンリケ・ベルムデス （1932-1991）- 軍人、コントラ指導者（1979-1991）
- エンリケ・ボラーニョス （1928）- 元ニカラグア大統領（2002-2007）
- ロヘール・カレーロ （1969）- 2004年のアメリカ合衆国大統領選挙に出馬したニカラグア系アメリカ人の政治家
- エミリアーノ・チャモロ （1871-1966）- 元ニカラグア大統領
- フェルナンド・チャモロ・アルファロ （1824-1863）- 将軍
- フルート・チャモロ （1804-1855）- 初代ニカラグア大統領（1854-1855）
- マヌエル・コロネル・カウツ- 副外交関係相
- アルトゥーロ・クルツ （1923）- 政治家、外交官
- ペドロ・ホアキン・チャモロ・アルファロ （1875-1879）元ニカラグア大統領（1875-1879.）
- ビオレータ・チャモロ （1929）- ラテンアメリカ、及び北アメリカでそれぞれ二人目の女性大統領（イサベル・ペロンに次ぐ）
- アドルフォ・ディアス （1875-1964）- ニカラグア大統領（1911-1917）（1926-1929）
- アミンタ・グラネーラ- サンディニスタ、ニカラグア警察長官
- ジョージ・ウィリアム・アルバート・ヘンディ （1879-1888）- ミスキート国民の世襲指導者
- エドムンド・ハルキン （1946）- 政治家、2006年ニカラグア大統領候補者
- マクシモ・ヘレス （1818）- 政治家、法律家、19世紀ニカラグアの軍事指導者
- エルティ・レウィテス （1939-2006）-政治家
- エドゥアルド・モンテアレグレ （1955）- 政治家、ビジネスマン
- オールドマン （?-1687）- ミスキート王（1625 - 1687）
- ダニエル・オルテガ （1945）- ニカラグア大統領、FSLN書記長
- エデン・パストーラ （1937）- 政治家、ゲリラ戦士、サンディニスタ離党後コントラの一派を率いる
- マリアーノ・プラード- 法律家
- セルヒオ・ラミレス （1943）- 元ニカラグア副大統領、作家、知識人
- ホセ・サントス・セラヤ （1853-1919）- 元ニカラグア大統領（1893-1909）
- イルダ・ソリス
- アナスタシオ・ソモサ・ガルシア （1896-1956）- 第34代、39代ニカラグア大統領、独裁者
- アナスタシオ・ソモサ・デバイレ （1925-1980）- 第44代、45代ニカラグア大統領、独裁者
- ルイス・ソモサ・デバイレ （1922-1967）-第40代ニカラグア大統領
- アナスタシオ・ソモサ・ポルトカレーロ （1951）- 元国家警備隊司令官

## 革命家、英雄、殉教者

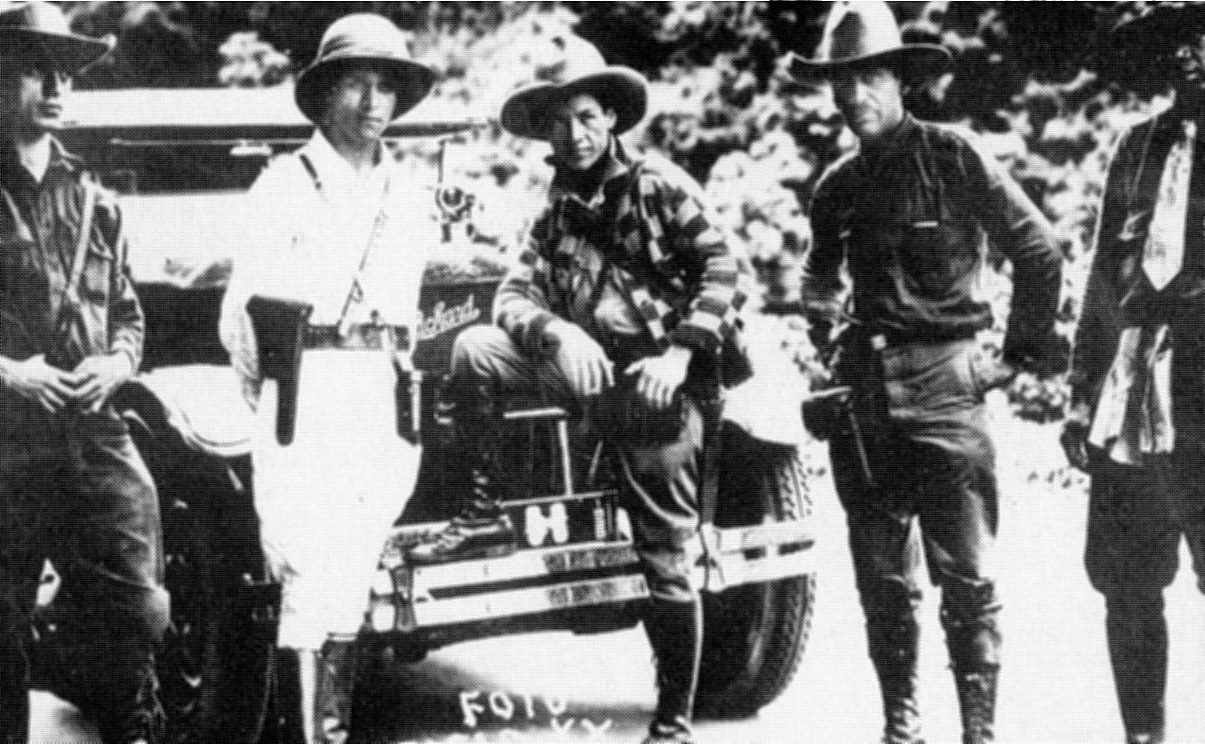
アウグスト・セサル・サンディーノ

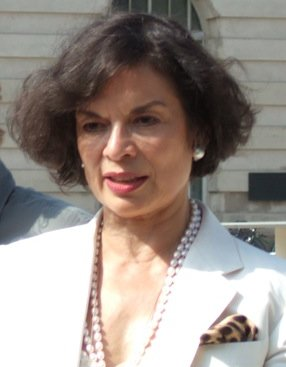
政治運動家ビアンカ・ジャガー（ミック・ジャガーの旧妻）

- アウグスト・セサル・サンディーノ （1895-1934）- アメリカ海兵隊を撃退した革命家、FSLNの象徴、ニカラグアの生んだ最大の英雄
- ベンハミン・セレドン
- パトリック・アルグエージョ （1943-1970）- パレスチナ解放人民戦線の殉教者の一人とみなされている
- ノラ・アストルガ （1948-1988）- サンディニスタ革命家、法律家、政治家、司法官、駐アメリカ合衆国ニカラグア大使
- トマス・ボルヘ （1930）- FSLNの共同創設者
- アドルフォ・カレーロ- コントラの指導者
- アントニオ・カルデナル・カルデラ （1951-1991）- ファラブンド・マルティ国民解放戦線の指導者
- アルトゥーロ・クルス・ジュニア （1954）- 革命家、作家、教授、外交官
- リゴベルト・クルス- FSLN創設者の一人
- アジャクス・デルガード- ニカラグア革命の殉教者
- ホセ・ドローレス・エストラーダ （1792-1869）- 1856年のサン・ハシントの戦いで活躍した国民的英雄
- イダニア・フェルナンデス （1952-1979）- ニカラグア革命の殉教者
- カルロス・フォンセカ （1936-1976）- 教員、FSLNの設立者の一人
- イスラエル・レウィテス- サンディニスタの指導者
- アルレン・シウ （1952-1972）- ニカラグア革命の殉教者
- ドラ・マリア・テジェス （1947）- ニカラグア革命の最中の司令官、MRSの創設者、歴史家

### 政治運動家
- ビアンカ・ジャガー （1945年）- 社会、政治活動家。ミック・ジャガーの旧妻

## スポーツ
ボクシング

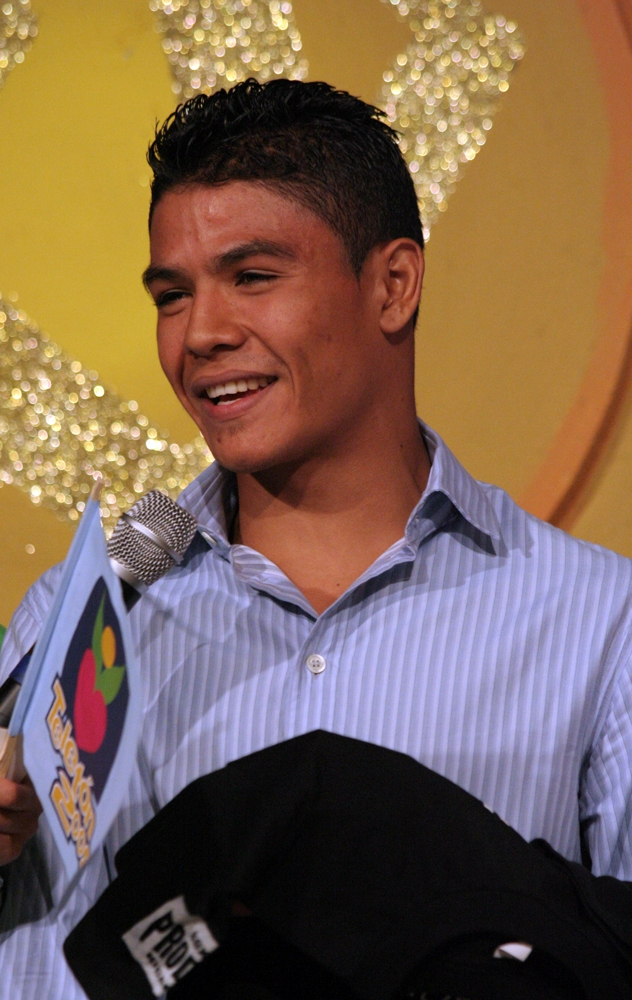
ボクシング世界チャンピオン ホセ・アルファロ

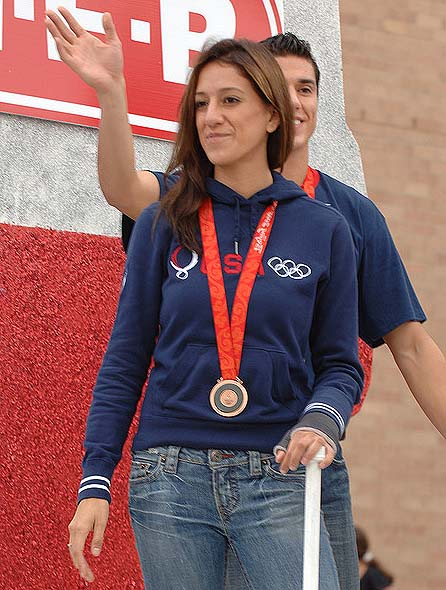
オリンピック銅メダリスト ディアナ・ロペス

- ホセ・アルファロ- プロボクサー、世界チャンピオン
- ロセンド・アルバーレス （1970）- プロボクサー、元世界チャンピオン
- アレクシス・アルグエージョ （1952）- プロボクサー、元世界チャンピオン
- フリオ・ガンボア- プロボクサー
- リカルド・マヨルガ （1973）- プロボクサー、元世界チャンピオン
- ダビッド・オブレゴン （1978）- プロボクサー
- ファン・パラシオス- プロボクサー、元世界チャンピオン
- ルイス・アルベルト・ペレス （1978）- プロボクサー、世界チャンピオン
- アドニス・リバス （1972）- ボクサー、元世界チャンピオン
- ローマン・ゴンサレス（1987）- プロボクサー、元世界チャンピオン

野球
- ポルフィ・アルタミラーノ （1952）- 元MLB選手
- マルヴィン・ベナルド （1970）- 元MLB選手
- トニー・チェベス- MLB選手
- デビッド・グリーン （1960）- 元MLB選手
- デバーン・ハンサック （1978）- MLB選手
- オスワルド・カスティーヨ- MLB選手
- デニス・マルティネス （1955）- ニカラグア初のMLB選手、メジャーリーグ史で13度目のパーフェクトゲームを達成
- オズワルド・マイレーナ（1970） - 元MLB選手、アトランタ五輪ニカラグア代表
- ビセンテ・パディーヤ （1977）- MLB選手
- アルベルト・ウィリアムズ （1954）- 元MLB選手

サッカー
- デニス・エスピノーサ （1983）- サッカー選手
- シャウン・アサニ・マルティン （1987）- サッカー選手
- レステル・メレンデス （1981）- マイアミ大学のサッカー選手
- エミリオ・パラシオス- サッカー選手、国際試合でハットトリックを決めた
- ウィルベール・サンチェス- サッカー選手
- サミュエル・ウィルソン (サッカー選手) （1983）- サッカー選手

その他
- ジェシカ・アギレーラ （1985）- スプリンター、2008年北京オリンピック出場
- ディアナ・ロペス- テコンドーでのオリンピック銅メダリスト
- マーク・ロペス- テコンドーでのオリンピック銀メダリスト
- スティーヴン・ロペス （1978）- オリンピック初のテコンドー金メダリスト
- カルラ・モレーノ （1988）- 2008年北京オリンピックに出場したウェイトリフター
- クラウディア・ポル （1972）- アトランタオリンピックでの水泳金メダリスト
- シルビア・ポル （1970）- ソウルオリンピックでの水泳金メダリスト

## 文学

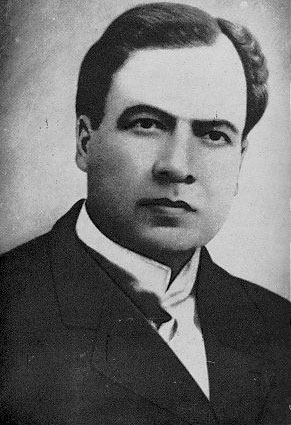
19世紀スペイン語圏最大の詩人 ルベン・ダリオ

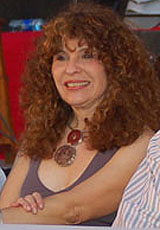
ジョコンダ・ベッリは20世紀で最も重要な100人の詩人の内の一人である

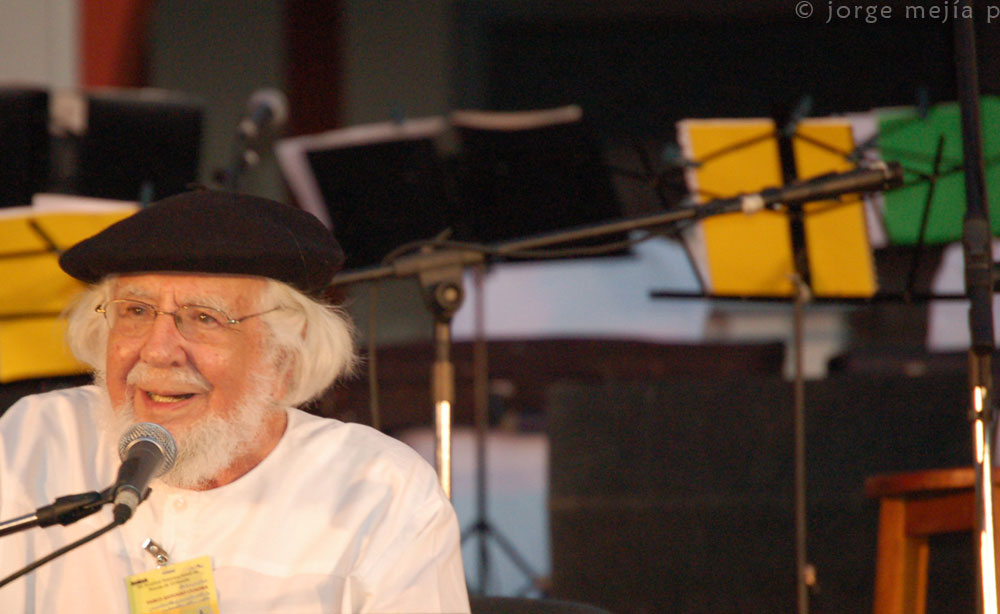
エルネスト・カルデナルは詩人、ローマ・カトリックの僧侶であり、サンディニスタ革命政権において文化復興運動を進めた

- ルベン・ダリオ （1867-1916）- 19世紀のスペイン語文学を代表する大詩人、「モデルニスモ文学の父」
- ロサリオ・アギラール （1938）- 小説家
- クラリベル・アレグリーア （1924）- 詩人、2006年en:Neustadt International Prize for Literature受賞者
- エミリオ・アルバーレス・レハルサ （1884-1969）- 作家
- エミリオ・アルバーレス・モンタルバン （1919）- 政治的作家
- エクトール・アベジャーン （1973）- 詩人
- エウヘニオ・バトレス・ガルシア （1941） 特筆されるべきニュースキャスター、ジャーナリスト、作家、詩人.
- ジョコンダ・ベッリ （1948）- 詩人
- ベルトラーン・モラレス （1945-1986） 詩人、随筆家、批評家、ナレーター
- エリック・ブランドン・ゲバラ （1951）- 詩人
- ヨランダ・ブランコ （1954）- 詩人、翻訳家
- トマス・ボルヘ （1930）- 作家、詩人、随筆家.
- カローラ・ブラントメ （1961）- 詩人、ジャーナリスト.
- オマール・カベサス （1950）- 作家
- ブランカ・カステジョン （1961）- 詩人
- エルネスト・カルデナル（英語版） （1925-2020）- 詩人
- ハビエル・チャモロ・カルデナル- エル・ヌエボ・ダイアリオ.の創設者、ディレクター、編集者
- リサンドロ・チャベス・アルファロ （1929）- 詩人、随筆家、ナレーター
- フアン・チョウ （1956）- 詩人
- ホセ・コロネル・ウルテーチョ （1906-1994）- 詩人、翻訳家、 随筆家、 批評家、ナレーター、脚本家、歴史家.
- アルフォンソ・コルテス （1893-1969）- 詩人
- アルトゥーロ・クルス・ジュニア （1954）- 作家
- マノロ・クアドラ （1907-1957）- 作家
- パブロ・アントニオ・クアドラ （1912-2002）- 詩人
- グロリア・ガブアルディ （1945）- 詩人、作家.
- メルセデス・ゴルディージョ （1938）- 詩人、作家、批評家
- サロモン・イバラ・マジョルガ （1887-1985）- 詩人、ニカラグアの国歌の作詞者
- エルウィン・クルーヘル （1915-1973）- 詩人、作曲家.
- マルタ・レオノール・ゴンサーレス （1973）- 詩人、ナレーター、ジャーナリスト.
- ダニーロ・ロペス （1954）- 詩人
- ティノ・ロペス・ゲーラ （1906-2001）- 詩人
- リゴベルト・ロペス・ペレス （1929-1936）- 詩人、作家.
- マリア・ロウルデス・パジャイス （1954）- ナレーター、ジャーナリスト.
- カルロス・マルティネス・リバス （1924-1998）- 詩人
- フランシスコ・マジョルガ （1949）- 作家
- エルネスト・メヒア・サンチェス （1923-1985）- 詩人
- クリスティアネ・メネセス・ハコブス （1971）- 作家、編集者、出版者
- ビダルス・メネセス （1944） 詩人
- タニア・モンテネグロ （1969）- 詩人、ジャーナリスト.
- ロサリオ・ムリージョ （1951）- 詩人
- ミチェル・ナイリス （1948）- 詩人
- ダニエル・オルテガ （1945）- 詩人
- アサリアス・パジャイス （1884–1954）- 詩人
- ラファエル・パジャイス （1952）- 作家
- ホアキン・パソス （1914-1947）- 詩人
- オラシオ・ペーニャ (作家) （1946）- 作家、詩人.
- ロドリゴ・ペニャランダ・フランコ （1981）- ナレーター、作家
- セルヒオ・ラミレス （1942）- 作家
- ギジェルモ・ロスチュ・タブラーダ （1926）- 詩人
- マリア・テレサ・サンチェス （1918-1994）- 詩人
- マリアーナ・サンソン・アルグエージョ （1918）- 詩人
- エウニス・シェイド （1980）- 作家
- アーレン・シウ （?-1972）- 随筆家
- フアン・ソバルバーロ （1966）- 詩人
- ミラグロス・テラン （1963）- 作家、詩人、随筆家.
- フリオ・バジェ・カスティージョ （1952）- 詩人、小説家、随筆家、文学批評、芸術批評
- ダイシー・サモーラ （1950）- 詩人

## 芸術
- オマール・ドレオン- 画家、詩人.
- フランク・デ・ラス・メルセデス- 画家
- アルマンド・モラレス- 画家
- ウーゴ・パルマ＝イバラ- 芸術家
- フリオ・バジェ・カスティージョ- 詩人、小説家、画家、随筆家、文芸評論家

## 宗教
- フェルナンド・カルデナル- イエズス会
- ミゲル・デスコト- ローマ・カトリックの僧侶、元ニカラグア外務大臣、1985年度国際レーニン平和賞受賞者
- ミゲル・オバンド・イ・ブラーボ （1926）- 元マナグア司教
- ウリエル・モリーナ- フランシスコ会によって任命
- パブロ・アントニオ・ベガ・マンティージャ （1919-2007）- ローマ・カトリックの司教、名誉司教
- マリア・ロメロ・メネセス （1902-1977）- ローマ・カトリックの尼僧

## その他
- マリフェリー・アルゲージョ
- エウヘニオ・バトレス
- ハリー・ブローティガン （1948）- エコノミスト、銀行家、学術
- カルロス・ベリオス
- エリック・ブランドン
- オーブリー・キャンプベル・イングラム
- ネヴィル・クロス
- アハクス・デルガード
- ジョセフ・A・ハリソン （1883-1964）-
- ホルヘ・サラサール- コーヒ農家、UPANICの指導者
- アリスティデス・サンチェス- コントラの中心人物
- ロナルド・サンチェス
- レイナルド・アグアード・モンテアレグレ- 国際人権協会ニカラグア支部の議長
- セルヒオ・ムンギア
- ミチェル・ナイリス
- クロドミロ・ピカード・トウィート （1887-1944）- 科学者
- オルランド・タルデンシジャス
- ヤオスカ・ティヘリーノ
- ベンハミン・セレドン